# Jim Borgman
Jim Borgman, född 24 februari 1954 i Cincinnati, Ohio, är en amerikansk serietecknare, känd för sina politiska skämtteckningar och för strippserien Zits.
Efter att ha gått ut college fick Borgman 1976 anställning på dagstidningen The Cincinnati Enquirer som politisk skämttecknare. 1980 började hans teckningar distribueras av King Features Syndicate. Han tilldelades Pulitzerpriset 1991 och Reuben Award 1993.
Tillsammans med Jerry Scott skapade Borgman 1997 Zits, med manus av Scott och teckningar av Borgman. Serien har bland annat av National Cartoonists Society utsetts till bästa dagspresserie 1998 och 1999.